# Neferka
Neferka je bil faraon iz Šeste egipčanske dinastije, ki je vladal malo časa okoli leta 2200-2199  pr. n. št.
Faraon  z imenom Neferka je na Torinskem seznamu kraljev zapisan kot Neferka-kered med faraonoma Netjerkarejem in Neferjem. Imeni Neferka in Nefer sta zelo verjetno zapisani napačno. Več znanstvenikov meni, da bi moral biti Neferka zapisan kot Neferkare, katerega enačijo s faraonom Neferkare Pepisenebom (Neferkare VI.). Drugi ga enačijo z Menkarejem.